# Promis le ciel
Promis le ciel (internationaler Titel: Promised Sky) ist ein französisch-katarisch-tunesischer Film von Erige Sehiri aus dem Jahr 2025.

## Inhalt
Seit zehn Jahren lebt die ivorische Pastorin Marie in Tunesien. Ihr Heim bietet Zuflucht für die junge Naney, die gezwungen war, ihr Kind zurückzulassen, und für die entschlossene Studentin Jolie, auf deren Schultern die Hoffnungen ihrer Familie ruhen. Als das Waisenmädchen Kenza bei ihnen einzieht, wird ihr gemeinsames Leben auf eine harte Probe gestellt.

## Produktion
Der Film feierte bei den Internationalen Filmfestspielen von Cannes am 14. Mai 2025 im Wettbewerb Un certain regard Premiere. Zudem lief der Film Ende Juni beim Filmfest München im Cinemasters-Wettbewerb.
Der Film wird von Luxbox international vertrieben.

## Rezeption
Elizabeth Lim-Zufferey für Montage Review: „Dies ist der erste Film des diesjährigen Festivals, der mir und anderen um mich herum Tränen in die Augen trieb, sodass im ganzen Kino Schniefen zu hören war. Das Schwierige daran war, dass mir selbst nach dem langen Standing Ovations, als ich den Saal verließ, immer noch die Tränen kamen – angesichts der Tatsache, dass Frauen wie die in diesem Film letztendlich immer noch nicht besser dran sein würden und dass ihr Leid nicht einfach damit beendet wäre, dass der Film zu Ende war.“

## Auszeichnungen (Auswahl)
- 2025: Internationale-Filmfestspiele-von-Cannes-Nominierung im Wettbewerb Un certain regard
- 2025: Filmfest-München-Nominierung im Wettbewerb CineMasters